# School of Rock (série de televisão)
School of Rock é  uma série de televisão estadunidense. Estreou originalmente no dia 12 de Março de 2016, após a cerimônia do Kids' Choice Awards 2016. A série é baseada no filme de 2003, estrelado por Jack Black. A série estrela Breanna Yde, Ricardo Hurtado, Jade Pettyjohn, Lance Lim, Aidan Miner e Tony Cavalero como os personagens principais.
No Brasil, estreou no dia 6 de outubro de 2016, as 20h e teve seu fim em 29 de Junho de 2018 as 17h na Nickelodeon.
Em 5 de abril de 2016, a Nickelodeon renovou a série para uma segunda temporada, de 13 episódios, que estreou em 17 de setembro de 2016 nos Estados Unidos.
Em 2 de dezembro de 2016, a série foi renovada para uma terceira temporada pela Nickelodeon, que tem previsão de 20 episódios.
Em 17 de novembro de 2017,a série foi oficialmente cancelada pela Nickelodeon, juntamente com The Thundermans e Nicky, Ricky, Dicky e Dawn.

## Enredo
A série segue um grupo de estudantes - Zack, Lawrence, Freddy, Summer e Tomika - que aprendem a alcançar novos patamares graças ao professor substituto Dewey Finn, que utiliza do Rock and Roll para motivar a sua classe a formar uma banda secreta. Ao longo do ano letivo, estes colegas de classe média encontram-se descobrindo seus talentos desconhecidos e aprendendo lições sobre lealdade e amizade.

## Personagens
- Tomika (Breanna Yde) é uma estudante de 12 anos de idade, e é melhor amiga de sua colega Summer. Ela toca o baixo e também é a vocalista da banda.
- Freddy (Ricardo Hurtado) é um estudante de 12 anos de idade, que é considerado o cara mais bonito em sua classe. Ele se importa bastante com seu cabelo e quer deixá-lo sempre impecável. É melhor amigo de seus colegas Zack e Lawrence. Na primeira e na segunda temporada, Summer, uma colega da banda,tinha uma paixão por ele mas a partir do episódio "Eclipse total do Coração" passa a ser o contrário: Summer já não gosta de Freddy por amor só por amizade e Freddy tem uma paixão por ela. Ele toca bateria.
- Summer (Jade Pettyjohn) é uma estudante de 12 anos de idade, que é melhor amiga de Tomika. Na primeira e na segunda temporada ela gostava de Freddy, mas a partir do episódio "Eclipse total do Coração" a situação inverte-se: agora Freddy gosta de Summer mas ela não gosta do Freddy. Ela toca o pandeiro e é gerente da banda.
- Zack (Lance Lim) é um estudante de origem coreana de 12 anos de idade, que é melhor amigo de Lawrence e Freddy. Toca a guitarra elétrica.
- Lawrence (Aidan Miner) é um estudante de 12 anos de idade, que é melhor amigo de Zack e Freddy, e é considerado o garoto mais inteligente em sua classe, mesmo sendo o mais ingênuo. Ele toca o teclado.
- Dewey Finn (Tony Cavalero) é o professor substituto e um ex-astro de rock que ensina as crianças a tocar música e trabalhar juntos como uma banda (mas esta banda é secreta, sendo que a diretora e os pais dos alunos não saibam). Na segunda temporada, ele é o professor oficial. Dewey é bastante doido, infantil e engraçado.
- Diretora Mullins (Jama Williamson) é a diretora da escola. É bastante nervosa, sendo também bastante antipática por isso. Na primeira temporada, ela é uma personagem recorrente, mas é promovida a personagem principal na segunda temporada.

### Frequência dos Personagens
| Personagem                        | Temporada     | Temporada       | Temporada     |
| Personagem                        | 1.ª temporada | 2.ª temporada   | 3.ª temporada |
| --------------------------------- | ------------- | --------------- | ------------- |
| Tomika                            | Protagonista  | Protagonista    | Protagonista  |
| Frederick Huerta "Freddy"         | Protagonista  | Protagonista    | Protagonista  |
| Summer Breeze Hathaway            | Protagonista  | Protagonista    | Protagonista  |
| Zachary Kwan "Zack"               | Protagonista  | Protagonista    | Protagonista  |
| Lawrence Dooley                   | Protagonista  | Protagonista    | Protagonista  |
| Dewey Alejandro Finn "Sr.Finn"    | Protagonista  | Protagonista    | Protagonista  |
| Rosalie Mullins"Diretora Mullins" | Secundária    | Antagonsita     | Antagonsita   |
| Asher                             | Ausente       | Co-Protagonista | Participaçāo  |
| Clark O'Shannon                   | Secundário    | Secundário      | Secundário    |
| Esmeralda "Esme"                  | Participaçāo  | Secundária      | Secundária    |
| Kale                              | Ausente       | Secundária      | Secundária    |

## Dublagem
| Personagem       | Dublador           | Dobrador        |
| ---------------- | ------------------ | --------------- |
| Tomika           | Gabriela Milani    | Maria Camões    |
| Freddy           | João Victor Bez    | Tiago Matias    |
| Summer           | Michelle Giudice   | Raquel Ferreira |
| Zack             | Pedro Volpato      | Luís Nascimento |
| Lawrence         | Renato Cavalcanti  | Helena Montez   |
| Dewey Finn       | Manolo Rey         | Pedro Bargado   |
| Diretora Mullins | Adriana Pissardini | Helena Montez   |

## Produção

### Desenvolvimento
Nickelodeon e Paramount Pictures, confirmaram em 4 de agosto de 2014, 13 episódios para uma temporada de uma nova série do canal chamado School of Rock, uma série derivada do filme de 2003 chamado School of Rock protagonizada por Jack Black e Miranda Cosgrove.
As gravações da série começaram no outono de 2015, na Paramount Studios, na cidade de Los Angeles, Califórnia e estreou em março de 2016. O elenco da série foi confirmado em 26 de março de 2015, que conta com a estrela do Filme Original da Nickelodeon Splitting Adam, Tony Cavalero, e a estrela da série da Nickelodeon The Haunted Hathaways, Breanna Yde.

Em 1 de março de 2016, a Nickelodeon anunciou as estrelas convidadas da primeira temporada da série, incluindo a estrela da série do mesmo canal (The Thundermans) Kira Kosarin, o cantor Kendall Schmidt, e o vocalista da banda Fall Out Boy, Pete Wentz. Também foi anunciado que cantarão algumas músicas conhecida, como "What I Like About You de The Romantics, "Lips Are Movin" de Meghan Trainor, "Shut Up and Dance" de Walk the Moon, “The Kids Are All Right” de The Who, “We’re Not Gonna Take It” de Twisted Sister e "Heart Attack" de Demi Lovato.
| Temporada | Temporada | Episódios | Exibição Original      | Exibição Original     | Exibição              | Exibição               | Exibição              | Exibição               |
| Temporada | Temporada | Episódios | Estreia de temporada   | Final de temporada    | Estreia de temporada  | Final de temporada     | Estreia de temporada  | Final de temporada     |
| --------- | --------- | --------- | ---------------------- | --------------------- | --------------------- | ---------------------- | --------------------- | ---------------------- |
|           | 1         | 12        | 12 de março de 2016    | 18 de junho de 2016   | 6 de outubro de 2016  | 10 de dezembro de 2016 | 7 de novembro de 2016 | 22 de novembro de 2016 |
|           | 2         | 13        | 17 de setembro de 2016 | 28 de janeiro de 2017 | 3 de abril de 2017    | 4 de junho de 2017     | 6 de março de 2017    | 22 de março de 2017    |
|           | 3         | 20        | 8 de julho de 2017     | 8 de abril de 2018    | 6 de novembro de 2017 | 29 de junho de 2018    | TBA                   | TBA                    |